# Саба (фільм, 1929)
«Саба» — грузинський радянський чорно-білий художній фільм 1929 року кінорежисера Михайла Чіаурелі.

## Актори
- Олександр Джаліашвілі — Саба
- Веріко Анджапарідзе — Маро, дружина Саба
- Л. Джануашвілі — Вахтанг, син Саба і Маро
- Ека Чавчавадзе — Ольга